# Burgio

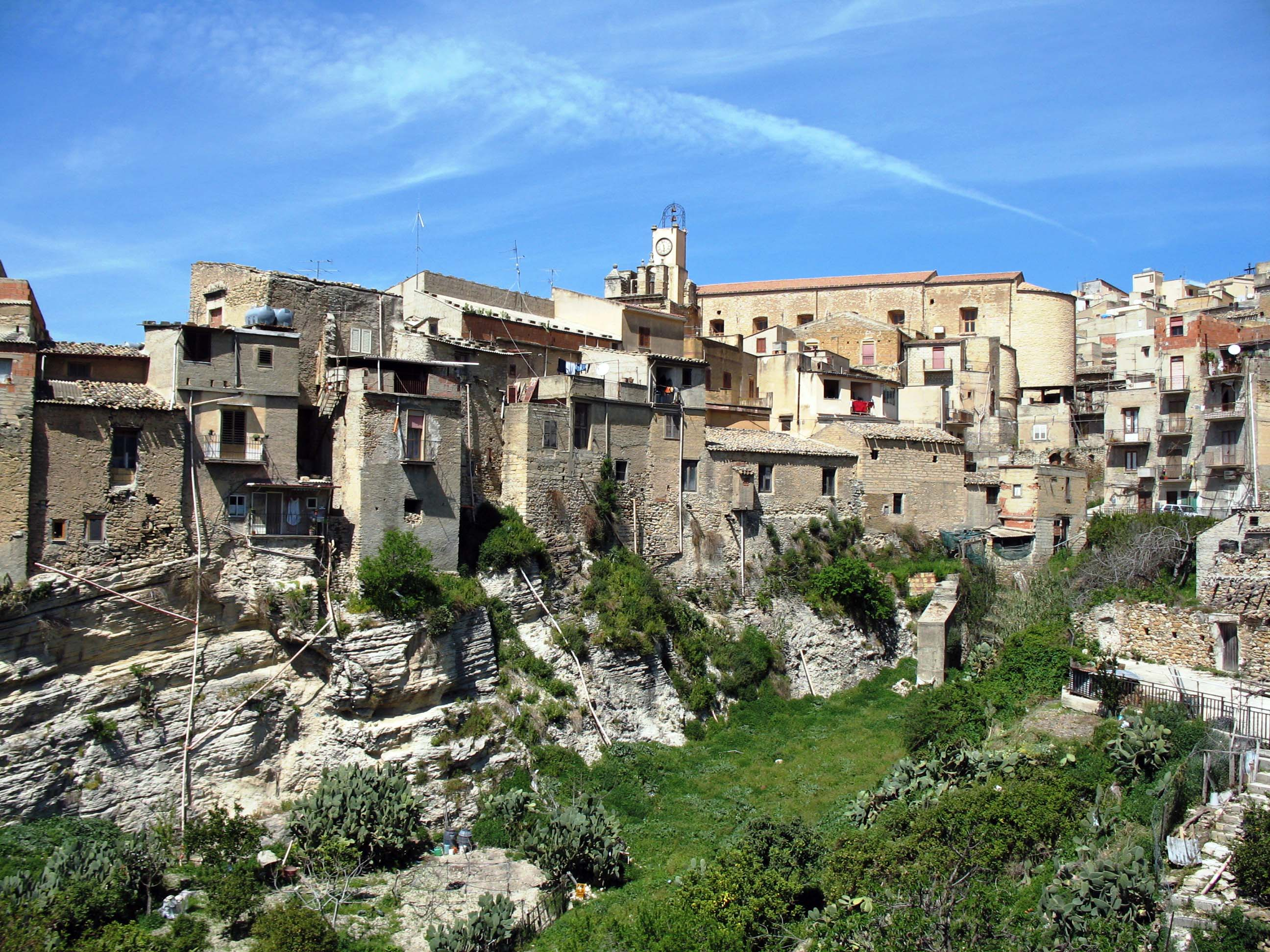
Hình ảnh thành phố Burgio 127 (AG) - Architettura spontanea.

Burgio là một đô thị của tỉnh Agrigento ở vùng Sicilia, có vị trí cách khoảng 60 km về phía nam của Palermo và khoảng 40 km về phía tây bắc của Agrigento. Vào thời điểm ngày 31 tháng 12 năm 2004, đô thị này có dân số 3.031 người và diện tích là 42,2 km².
Burgio giáp các đô thị sau: Caltabellotta, Chiusa Sclafani, Lucca Sicula, Palazzo Adriano, Villafranca Sicula.